# Лесовая Поляна (Житомирская область)
Лесовая Поляна (укр. Лісова Поляна) — село на Украине, основано в 1925 году, находится в Барановском районе Житомирской области.
Код КОАТУУ — 1820655402. Население по переписи 2001 года составляет 41 человек. Почтовый индекс — 12724. Телефонный код — 4144. Занимает площадь 3,701 км².

## Адрес местного совета
12724, Житомирская область, Барановский р-н,. пгт. Довбыш, ул. Полесская, 20